# Sucova
Sucova är ett släkte av fjärilar. Sucova ingår i familjen tjockhuvuden.
Kladogram enligt Catalogue of Life:
| Sucova | \| \| Sucova illepidus \| \| \| \| \| \| Sucova sucova \| \| \| \| |
|        | \| \| Sucova illepidus \| \| \| \| \| \| Sucova sucova \| \| \| \| |
|        | Sucova illepidus                                                   |
|        |                                                                    |
|        | Sucova sucova                                                      |
|        |                                                                    |